# Dennis Shryack
Dennis Shryack est un scénariste américain né le 25 août 1936 et mort le 14 septembre 2016 d'une insuffisance cardiaque.

## Filmographie
au cinéma
- 1969 : Un homme fait la loi de Burt Kennedy
- 1977 : Enfer mécanique de Elliot Silverstein
- 1977 : L'Épreuve de force de Clint Eastwood
- 1982 : Meurtre par téléphone (Murder by Phone) de Michael Anderson
- 1984 : Flashpoint de William Tannen
- 1985 : Sale temps pour un flic d'Andrew Davis
- 1985 : Pale Rider - Le cavalier solitaire de Clint Eastwood
- 1987 : Assistance à femme en danger de Jerry London
- 1988 : Héros de William Tannen
- 1989 : Turner et Hooch de Roger Spottiswoode
- 1990 : Cadence de Martin Sheen
- 1991 : Run de Geoff Burrowes (en)
- 1992 : Fifty/Fifty de Charles Martin Smith
- 2002 : Malevolent de John Terlesky

à la télévision
- 1990 : Turner & Hooch de Donald Petrie
- 1992 : Revenge on the Highway de Craig R. Baxley
- 2008 : Aces 'N' Eights de Craig R. Baxley